# Bisdom Paranavaí
Het bisdom Paranavaí (Latijn: Dioecesis Paranavaiensis) is een rooms-katholiek bisdom met als zetel Paranavaí, in Brazilië. Het bisdom is suffragaan aan het aartsbisdom Maringá.

## Geschiedenis
Het bisdom werd opgericht op 20 januari 1968, uit delen van het bisdom Maringá, en was suffragaan aan het aartsbisdom Curitiba. Op 31 oktober 1970 wisselde het van kerkprovincie en werd suffragaan aan het aartsbisdom Londrina. Op 16 oktober 1979 wisselde het nogmaals van kerkprovincie en werd suffragaan aan het aartsbisdom Maringá. 

## Parochies
Het bisdom had in 2021 een oppervlakte van 8.700 km2 en telde 281.900 inwoners waarvan 85,6% rooms-katholiek was.

## Bisschoppen
- Benjamin de Souza Gomes (11 maart 1968 - 12 oktober 1985)
- Rubens Augusto de Souza Espínola (12 oktober 1985 - 3 december 2003)
  - Elizeu de Morais Pimentel (coadjutor: 19 december 2001 - 27 februari 2003)
- Sérgio Aparecido Colombo (3 december 2003 - 16 september 2009)
- Geremias Steinmetz (5 januari 2011 - 14 juni 2017)
- Mário Spaki (25 april 2018 - heden)

Maringá (aartsbisdom) · Campo Mourão · Paranavaí · Umuarama